# Rastrejador
Els saüssos, conillers, gossos conillers, gossos de quest, gossos de pèl o rastrejadors són gossos amb una gran capacitat olfactiva, de gran varietat de mida i colors. Solen caçar en grup, anomenat canilla o gossada. És un gos de caça que té l'instint de seguir el quest (el rastre) de les peces de caça i que té com a paper el de perseguir o capturar la caça. És diferent del gos de mostra que indica al caçador la presència de la caça, i del gos que porta la caça.
Després de trobar la fressa (excrements, petjades, olor, etc. deixada per animals) de la presa, la comencen a perseguir mentre van bategant, és a dir, bordant; per a avisar els caçadors del seu parador, quan reïxen a atènyer la presa poden arribar a matar-la.

## Races
La Federació Cinològica Internacional reuneix les diferents races de gossos en el Grup VI, aquest grup està dividit en Gossos tipus rastrejador, Gossos de rastre i Races semblants.

### Gossos tipus rastrejador

#### Gossos tipus rastrejador de talla gran

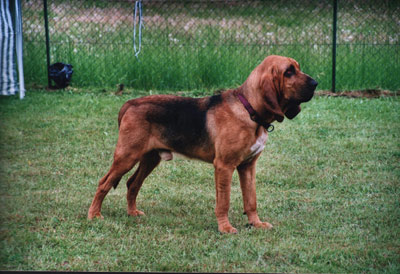
Bloodhound
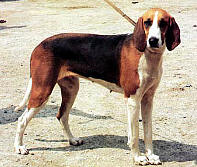
Poitevin
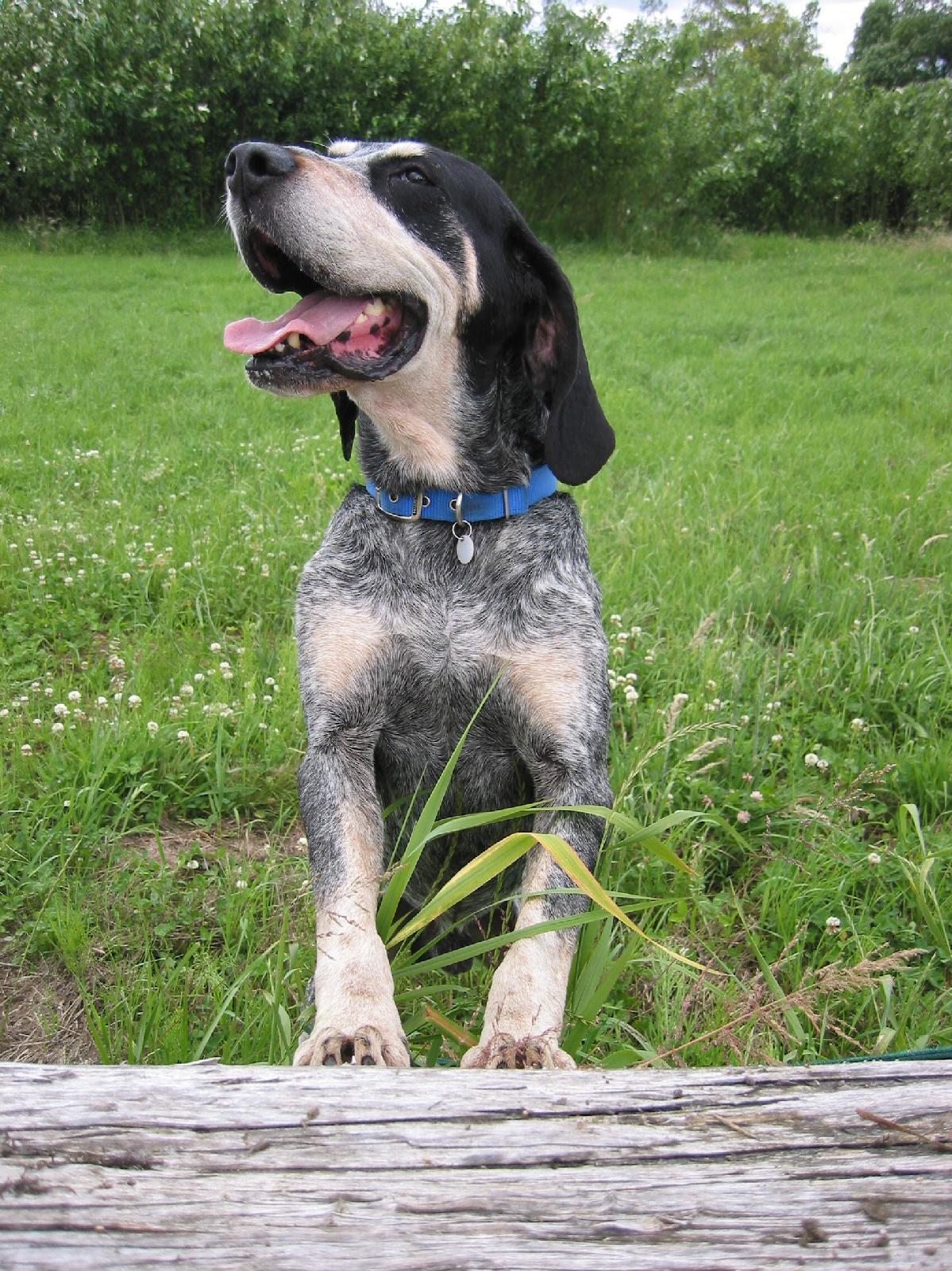
Grifó blau de Gascunya
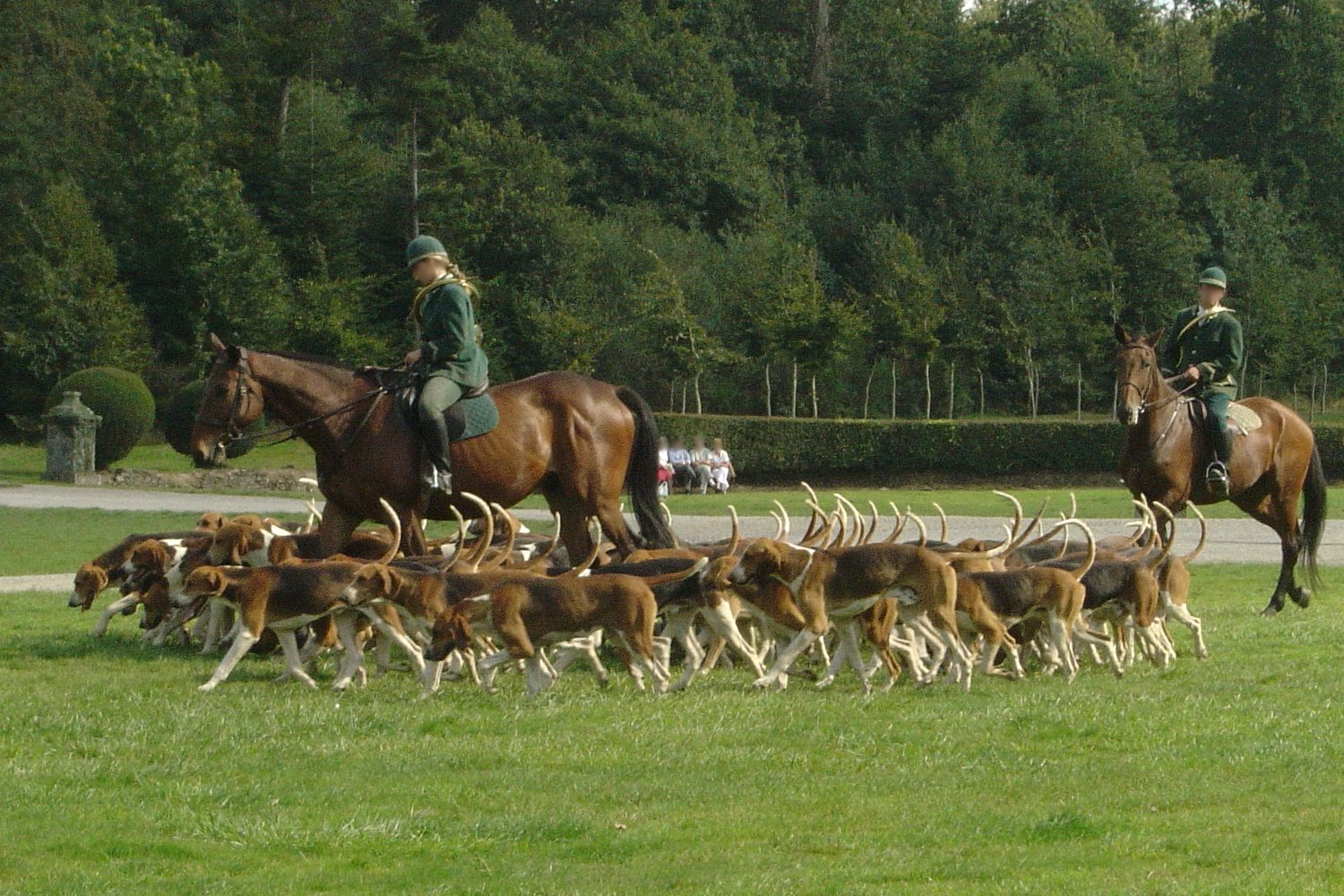
English Foxhound
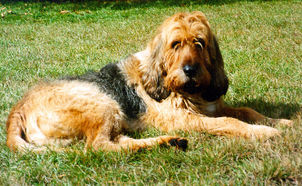
Otterhound
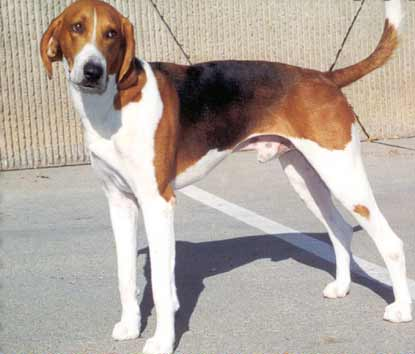
American Foxhound
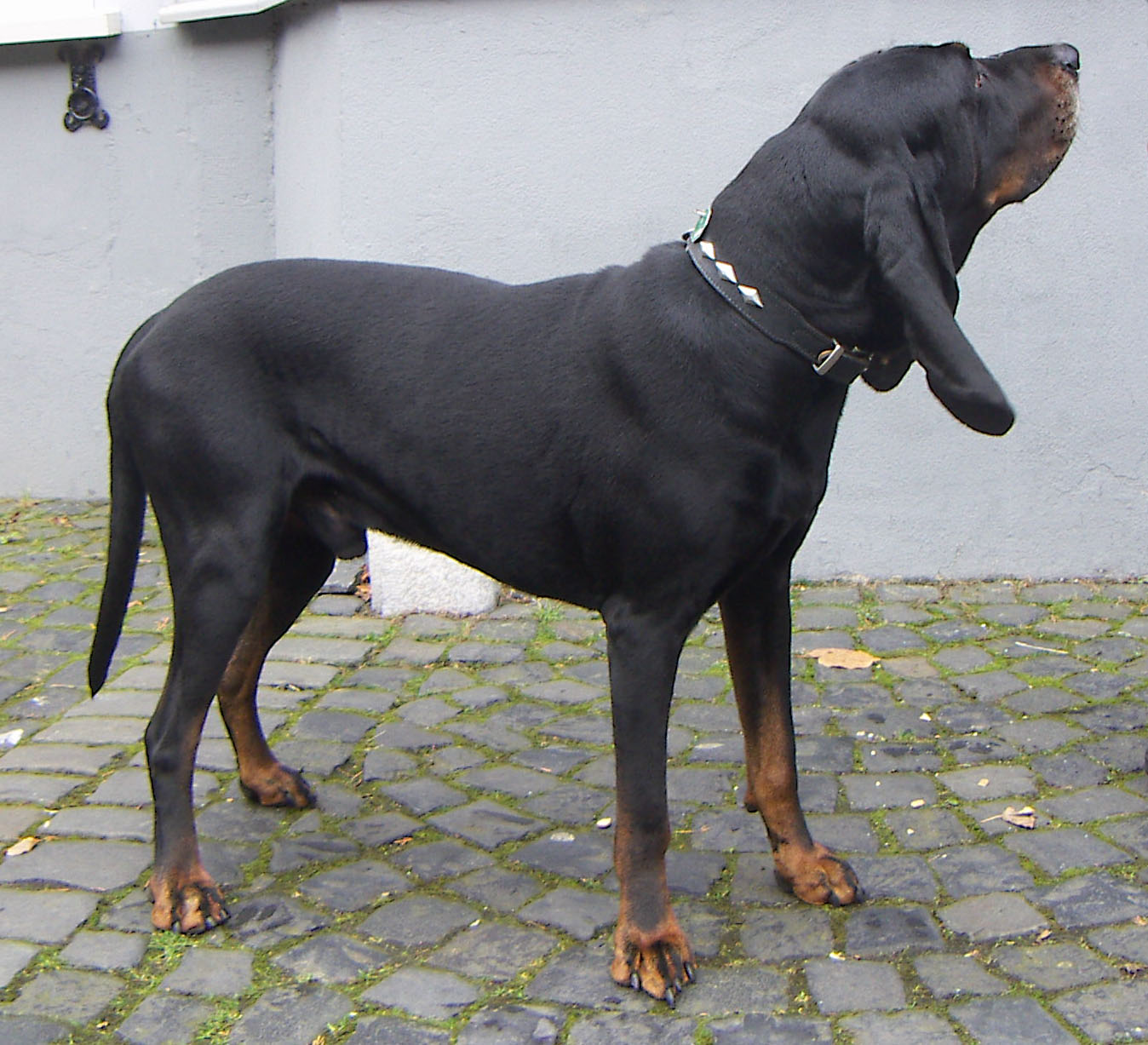
Coonhound negre i bronze
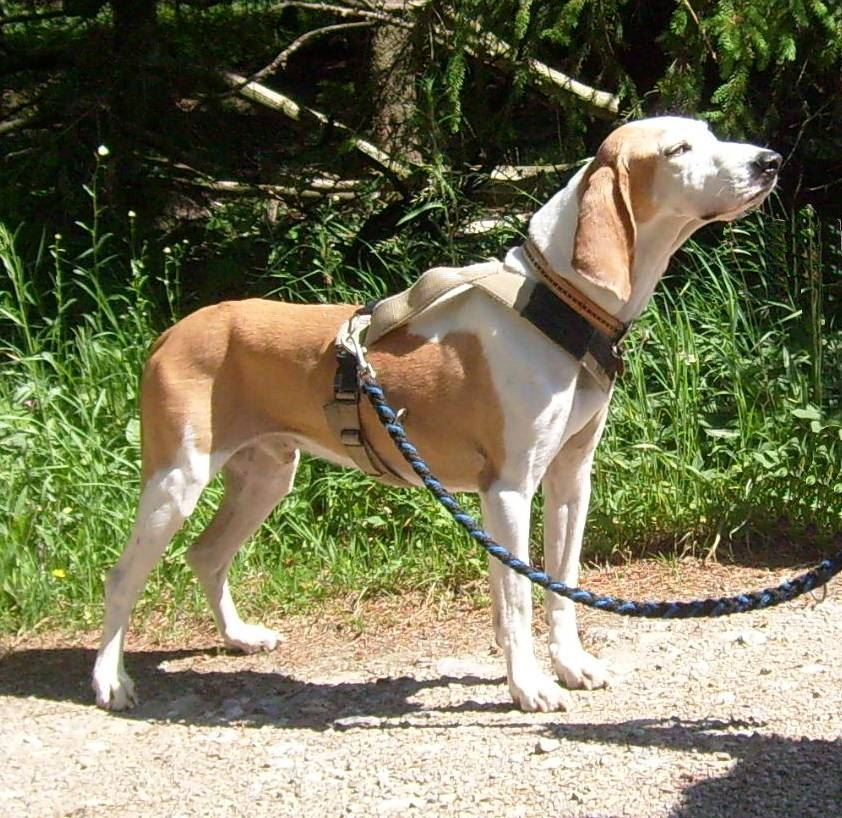
Rastrejador espanyol
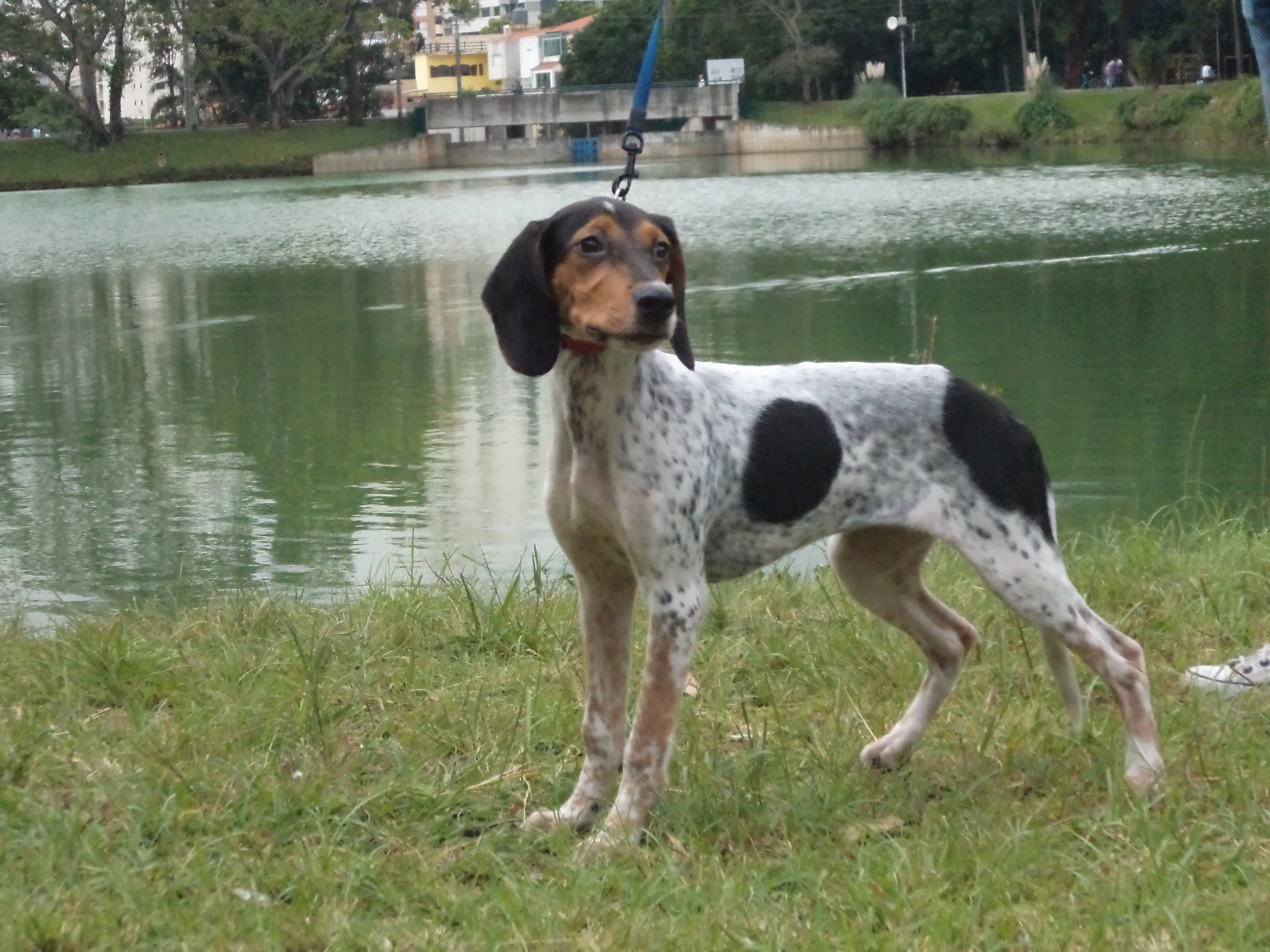
Rastrejador brasiler

#### Gossos tipus rastrejador de talla mitjana

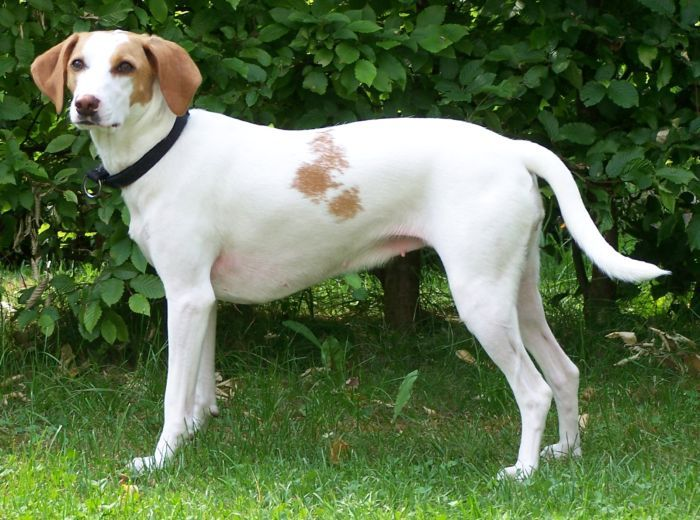
Rastrejador d'Ístria de pèl curt
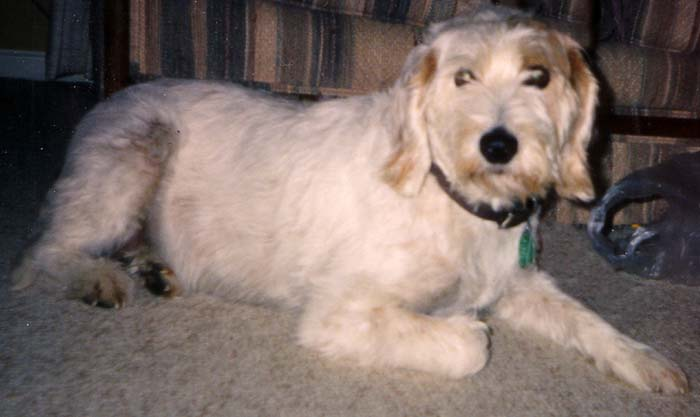
Rastrejador d'Ístria de pèl dur
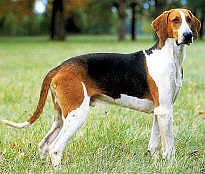
Rastrejador anglo-francès de mida mitjana
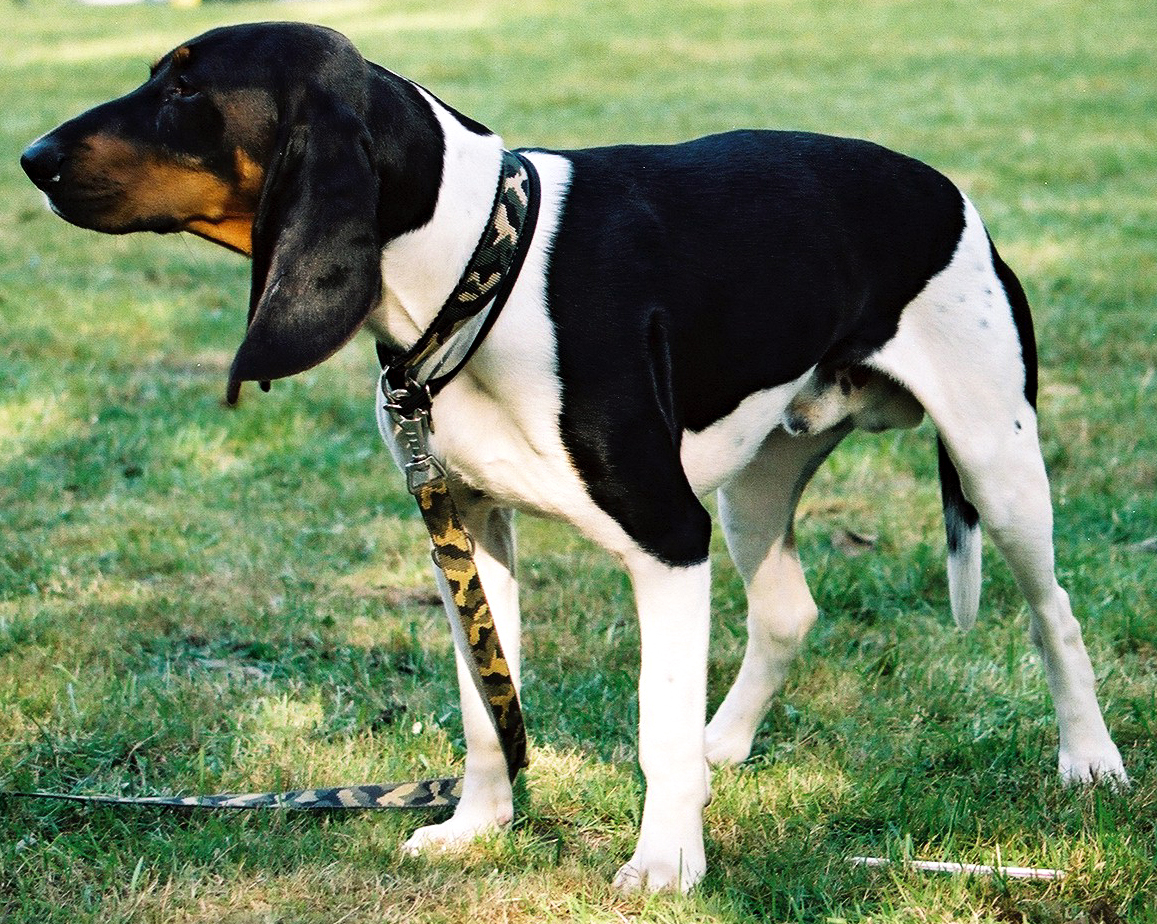
Rastrejador de l'Arieja
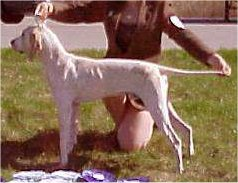
Porcelain
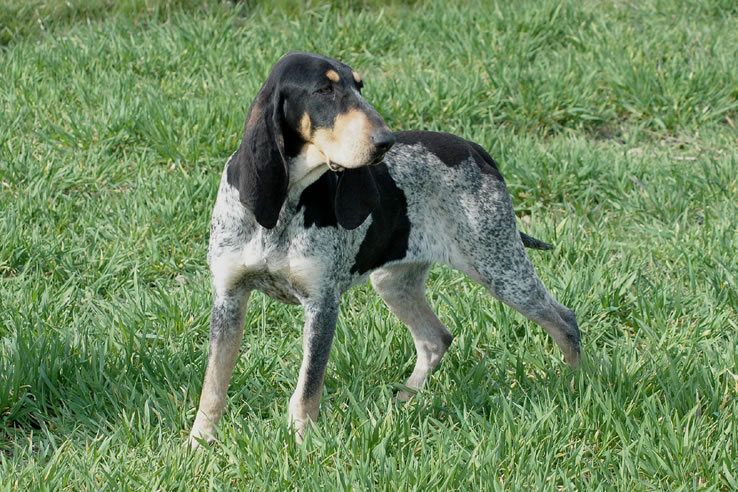
Petit rastrejador blau de Gascunya
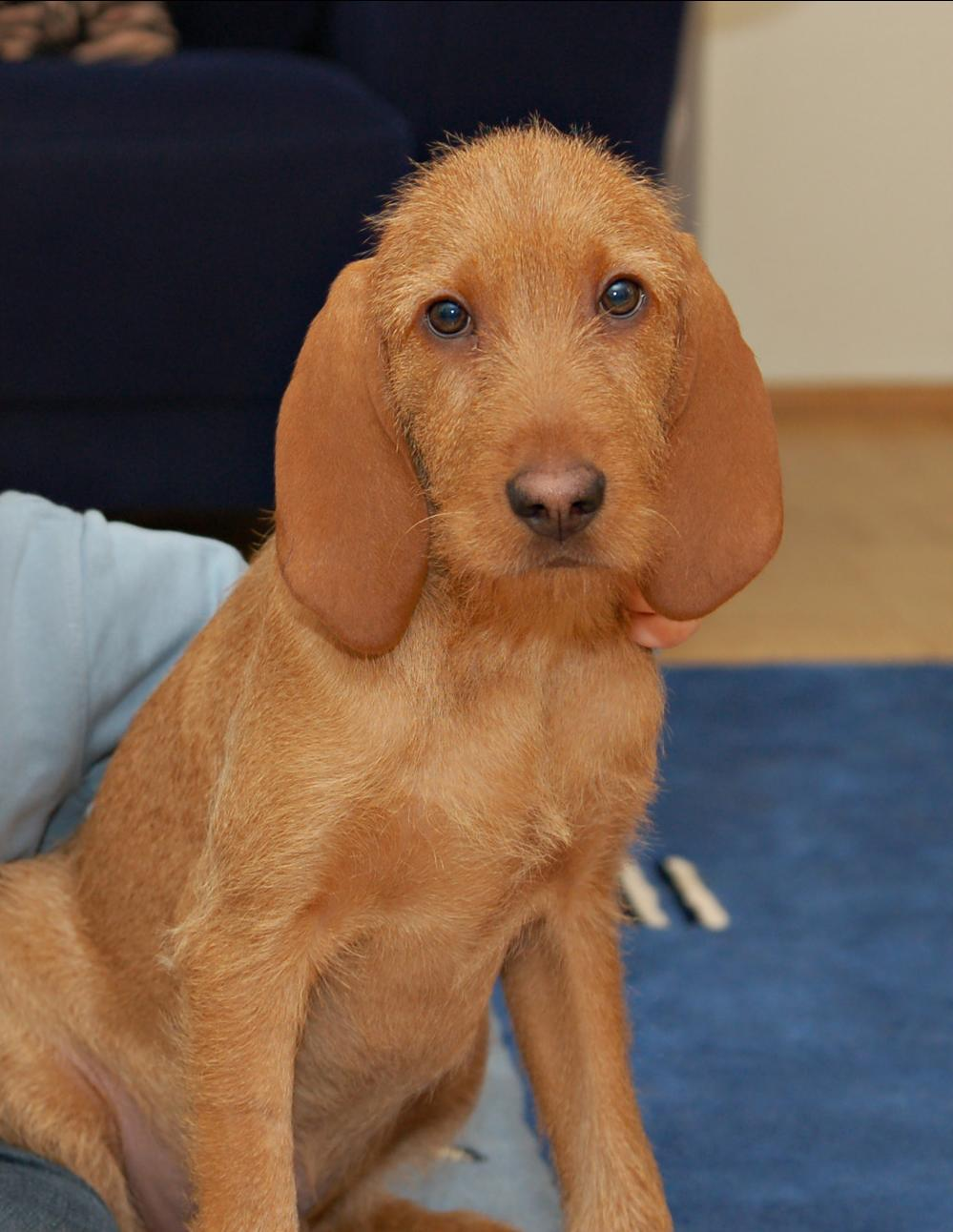
Grifó comú de Bretanya
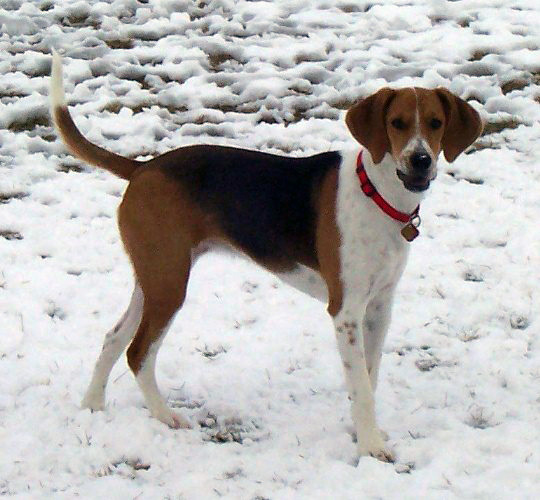
Harrier (gos)
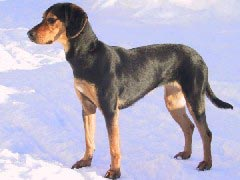
Rastrejador hel·lènic
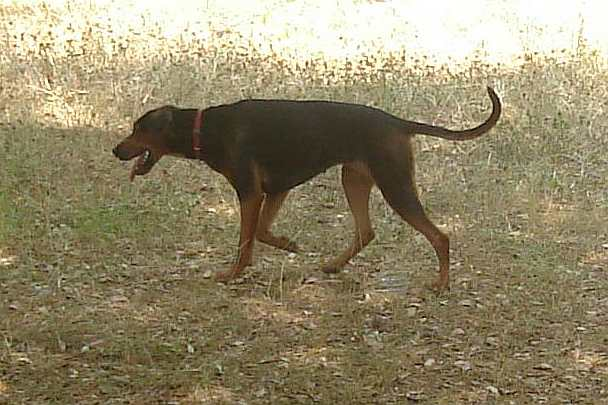
Rastrejador serbi
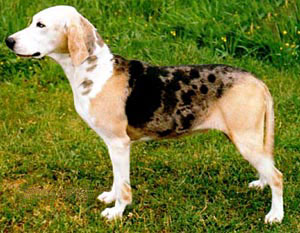
rastrejador noruec
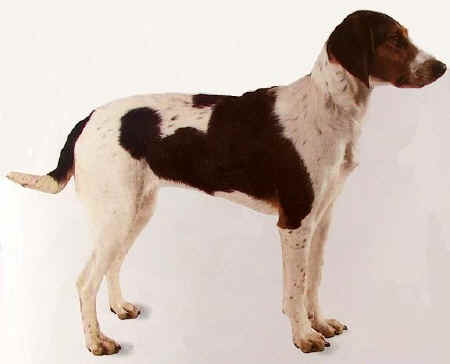
Rastrejador Halden
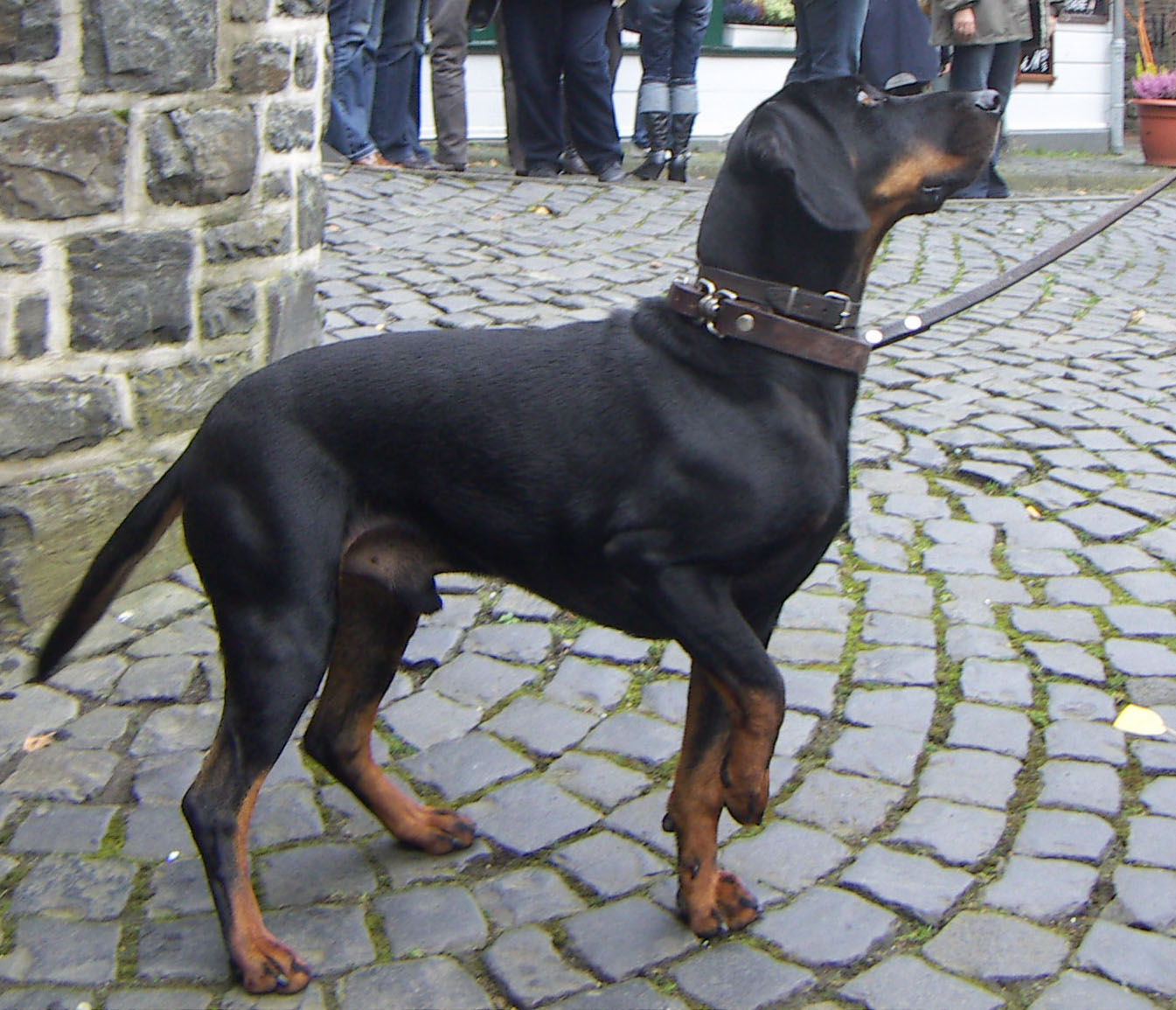
Rastrejador austríac negre i foc
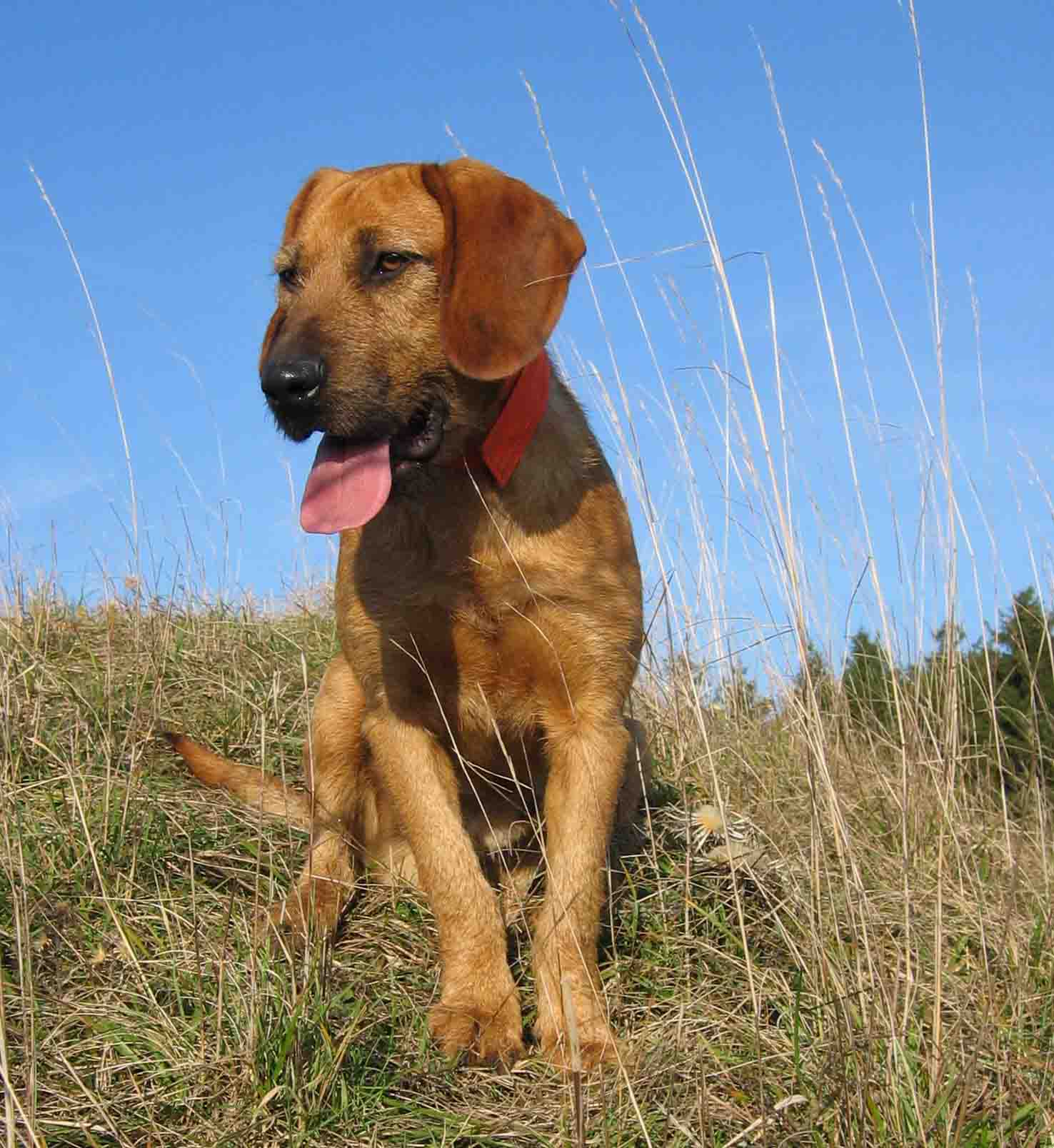
Rastrejador Estíria de pèl dur
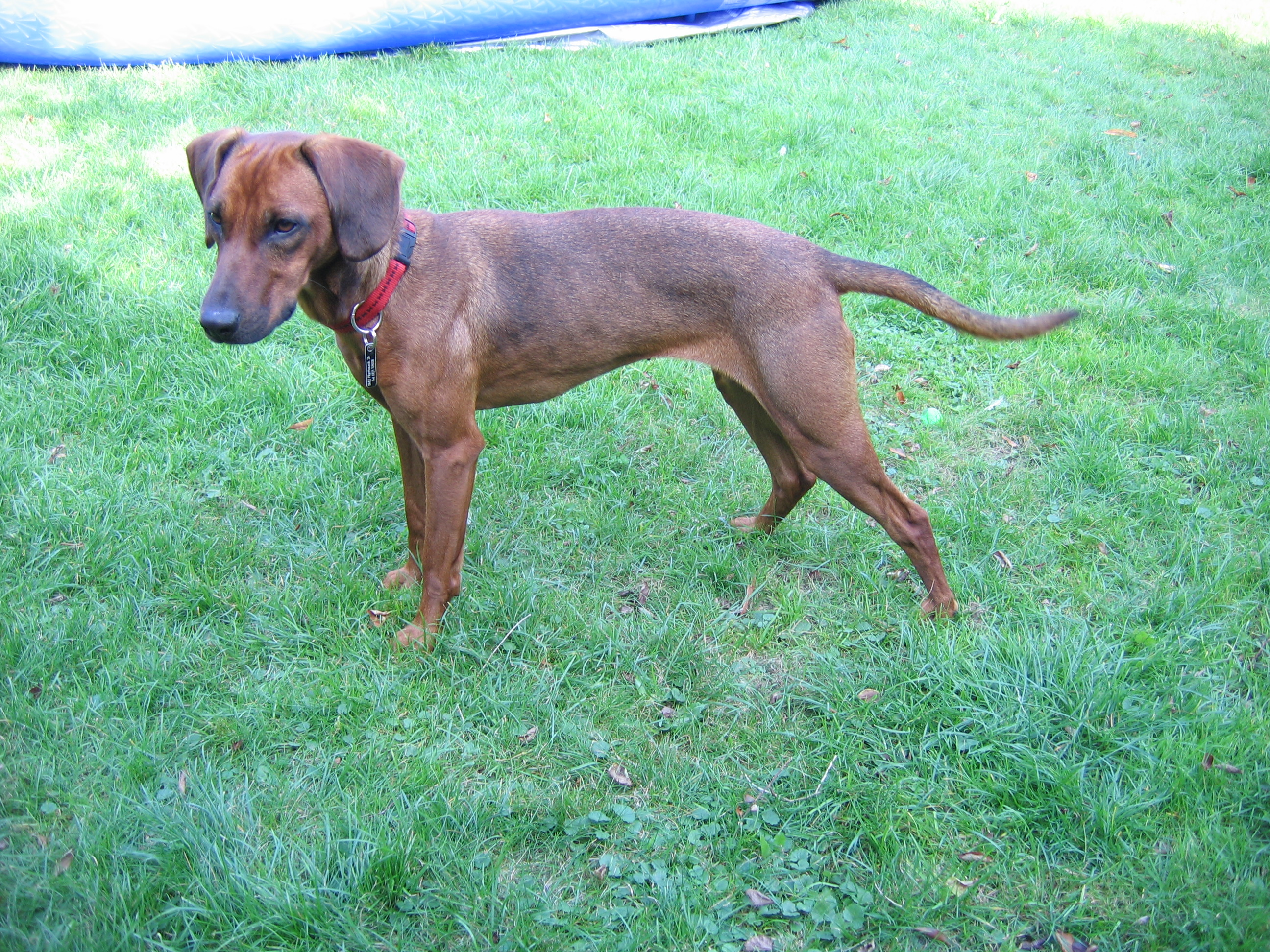
Rastrejador del Tirol
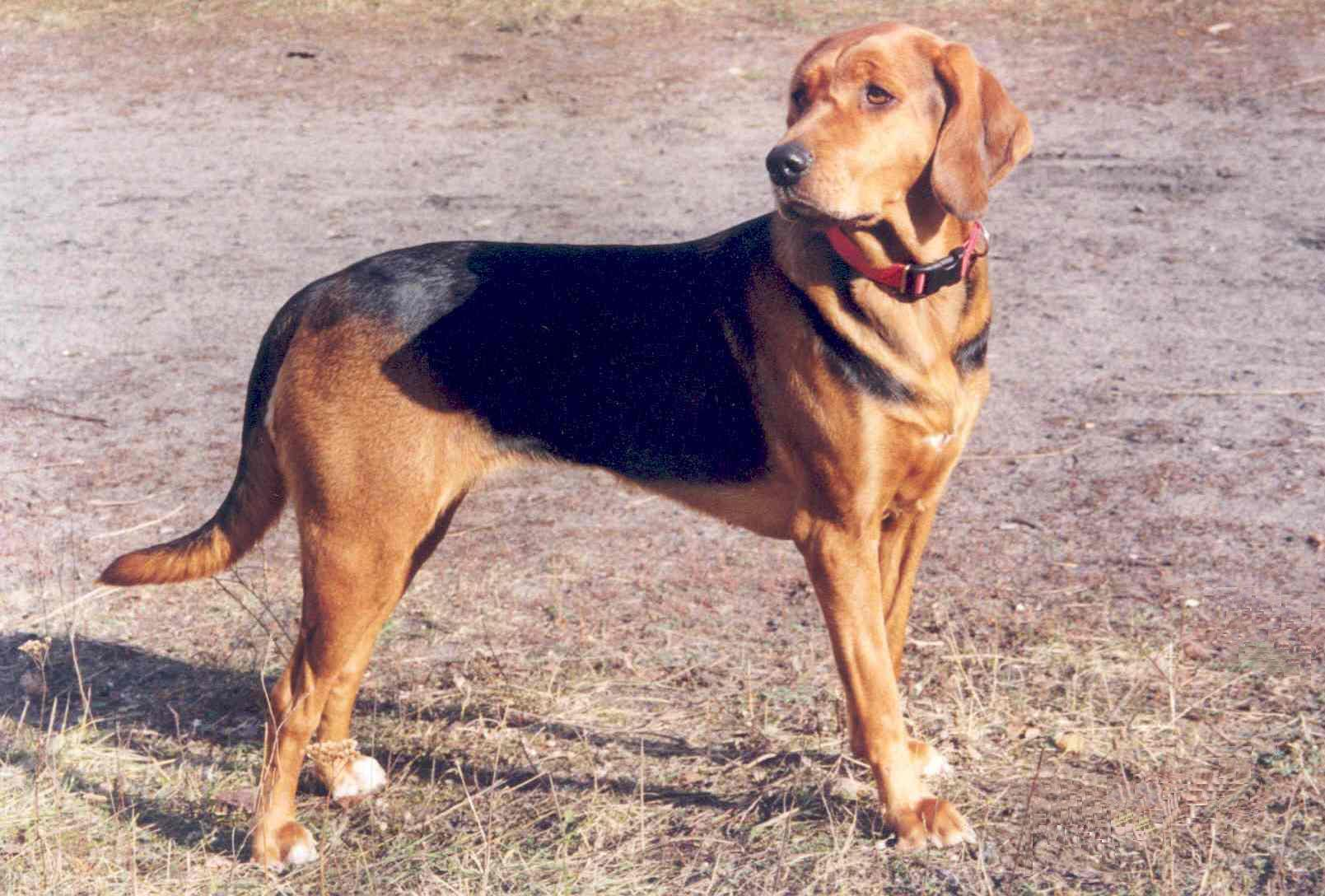
Rastrejador polonès
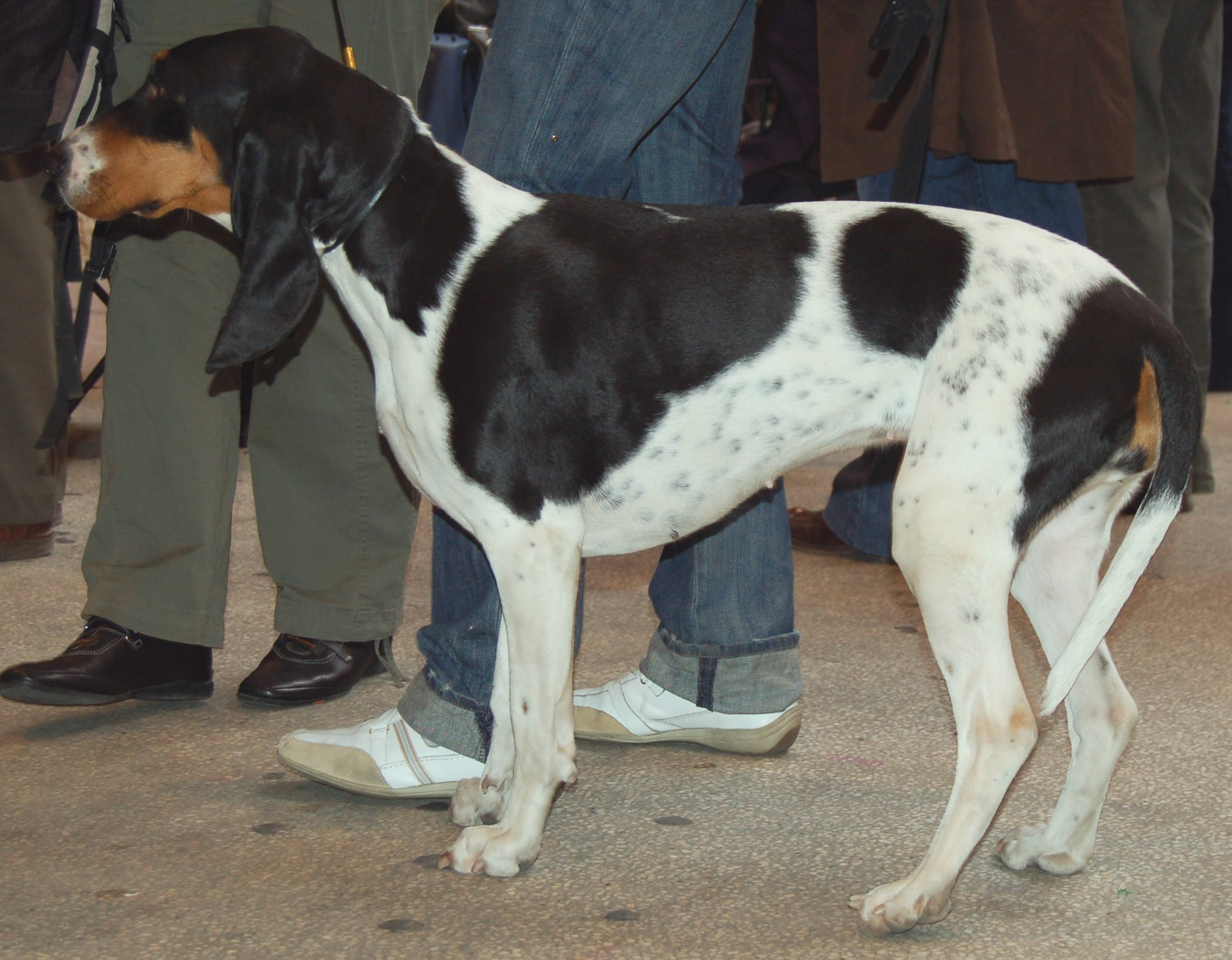
Rastrejador suís tipus bernès
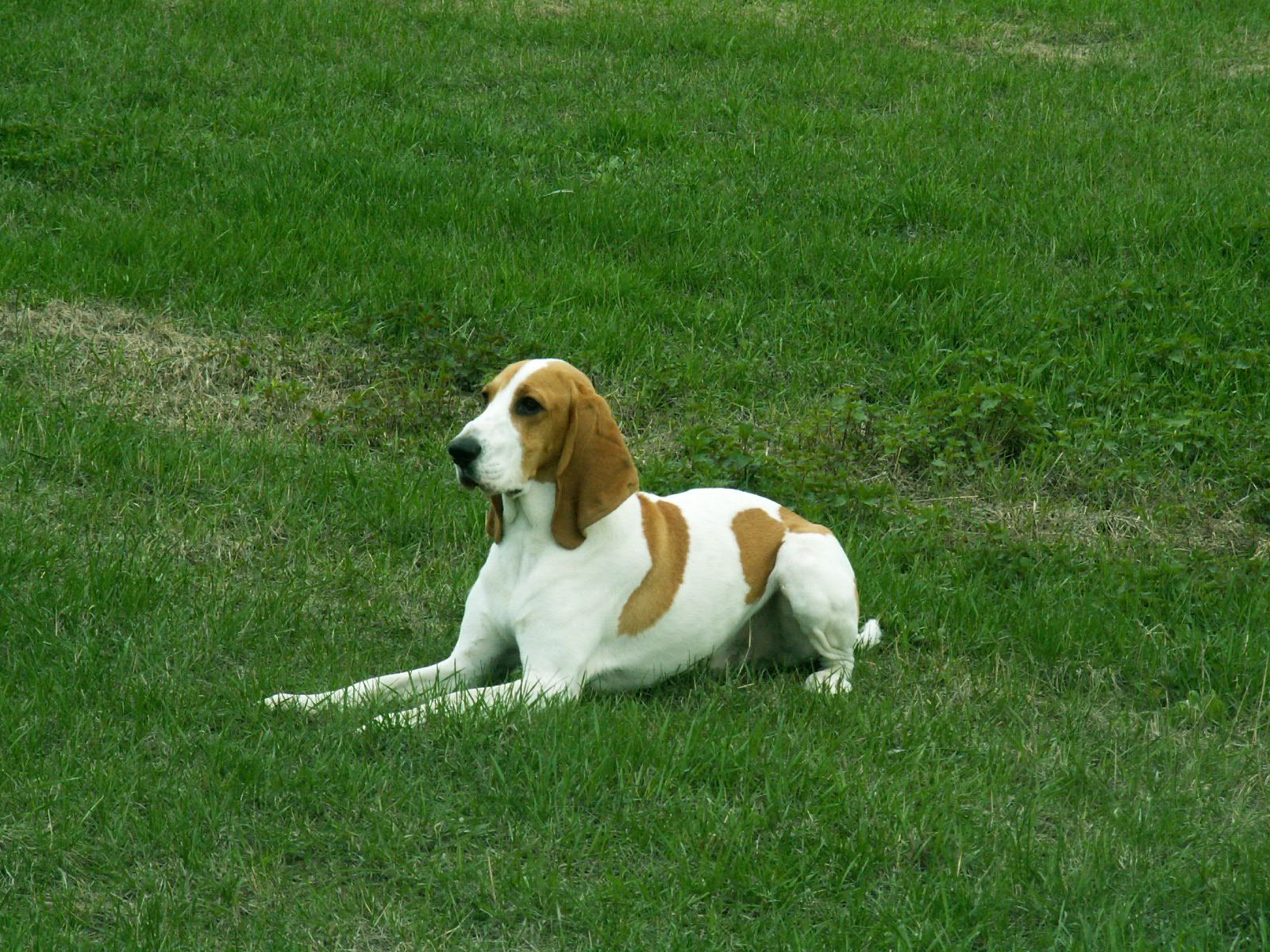
Rastrejador suís tipus Schwyz
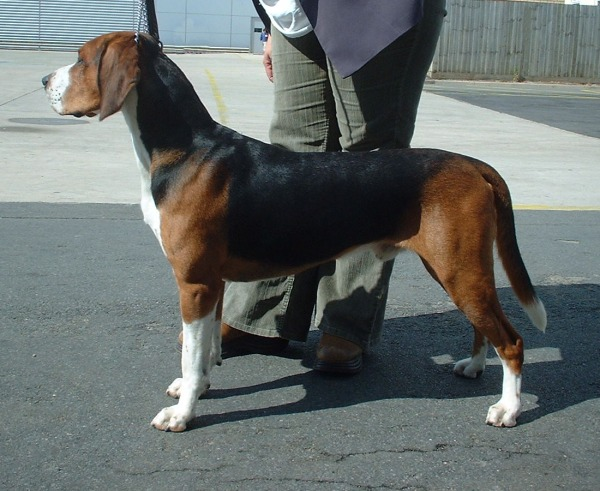
Rastrejador de Hamilton
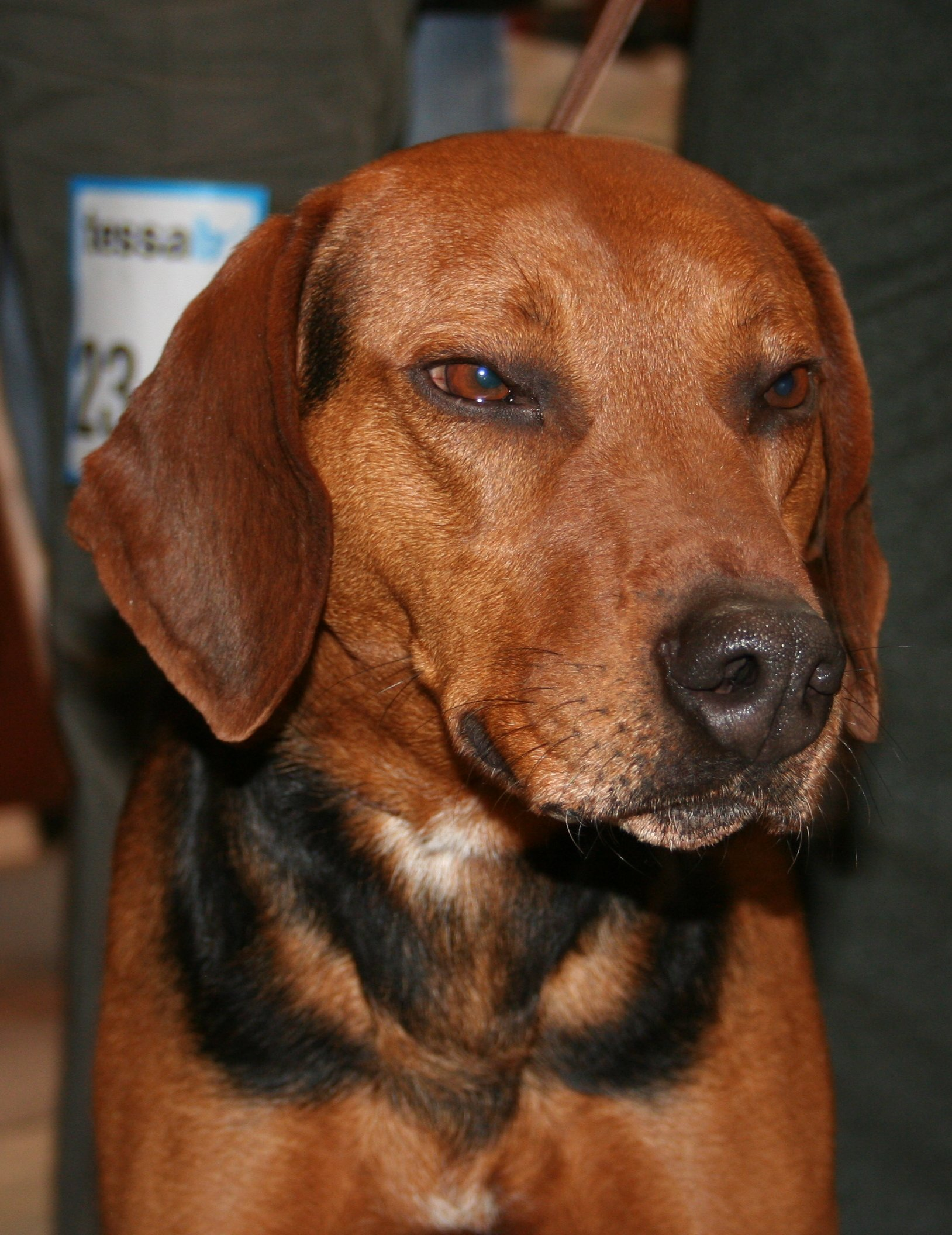
Rastrejador de Schiller

#### Gossos tipus rastrejador de talla petita

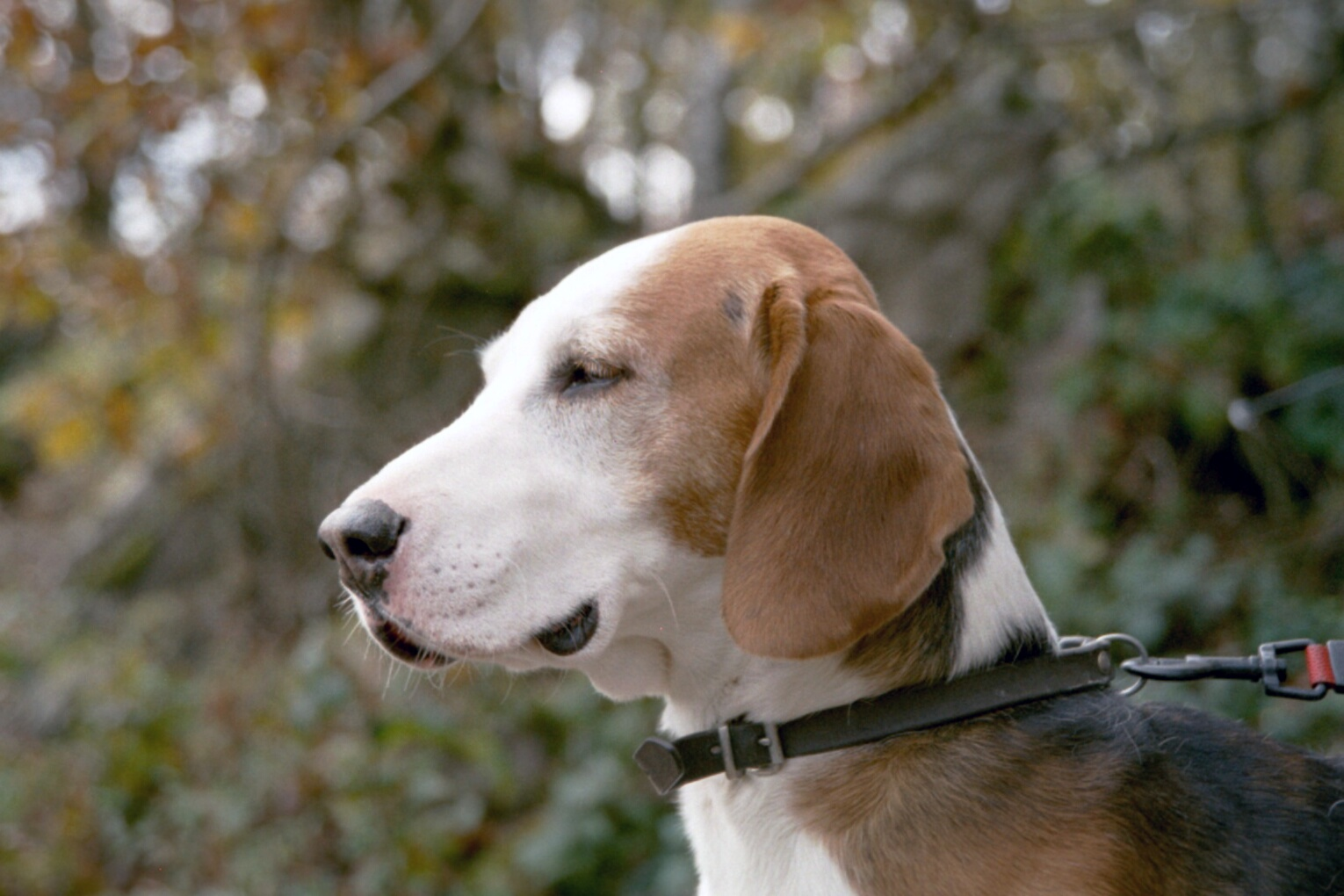
Rastrejador alemany
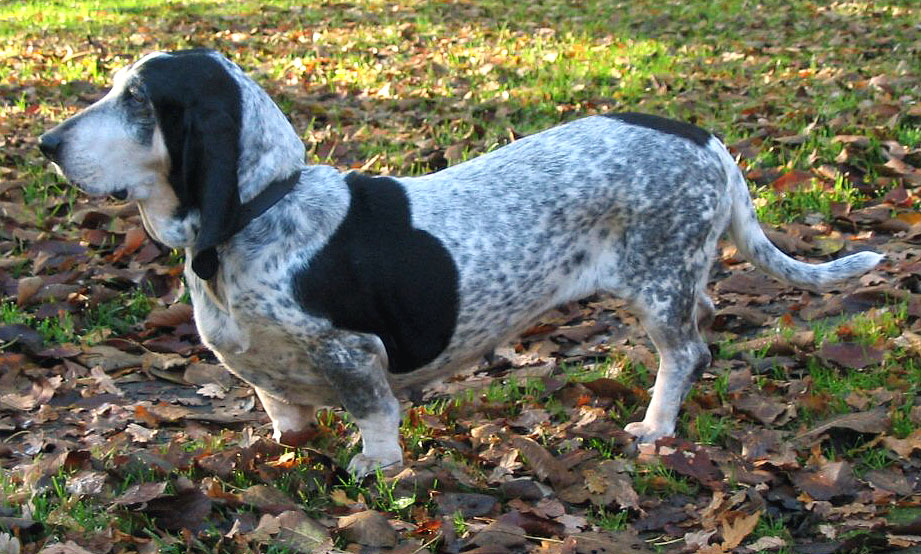
Basset blau de Gascunya
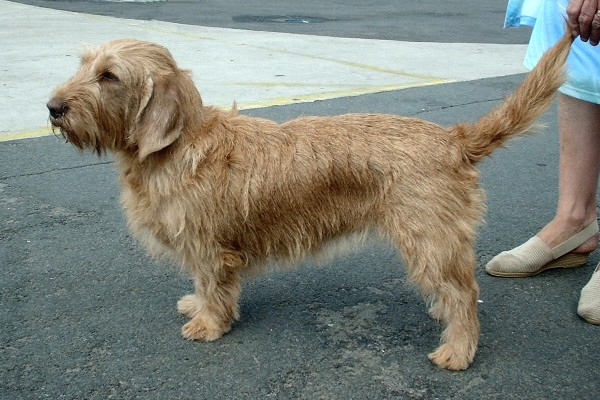
Basset comú de Bretanya
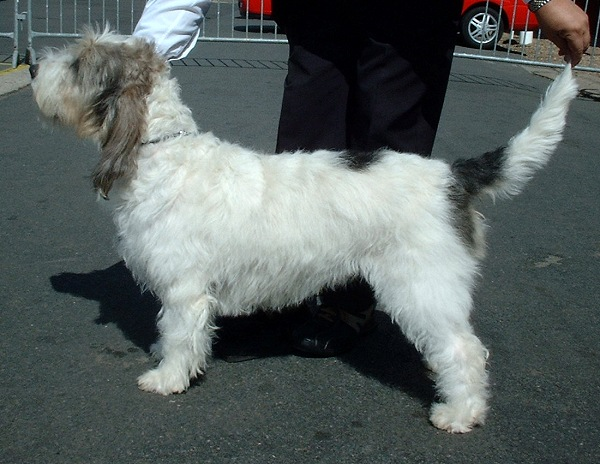
Gran Basset Grifó vendeà
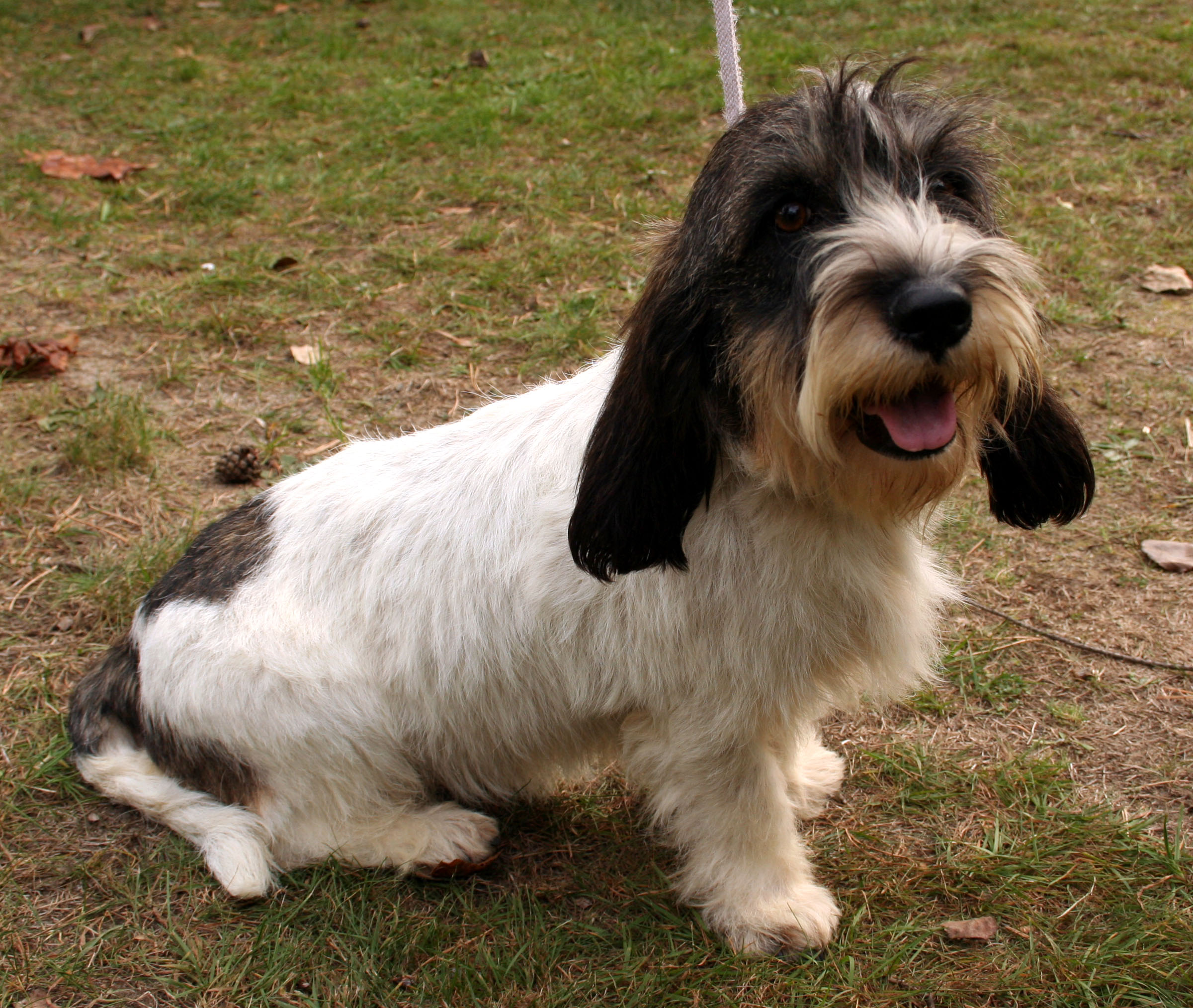
Petit Basset Grifó vendeà
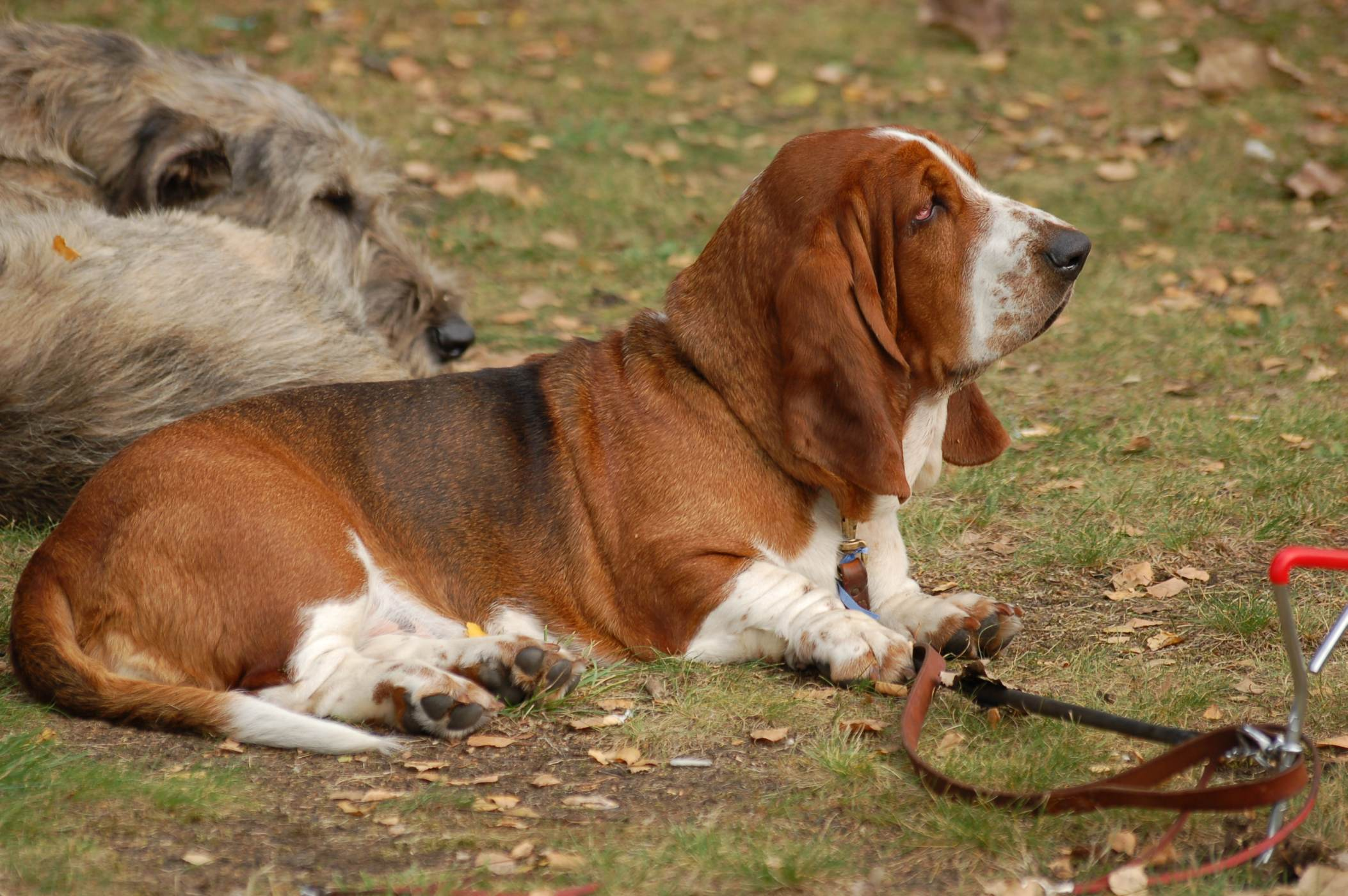
Basset hound
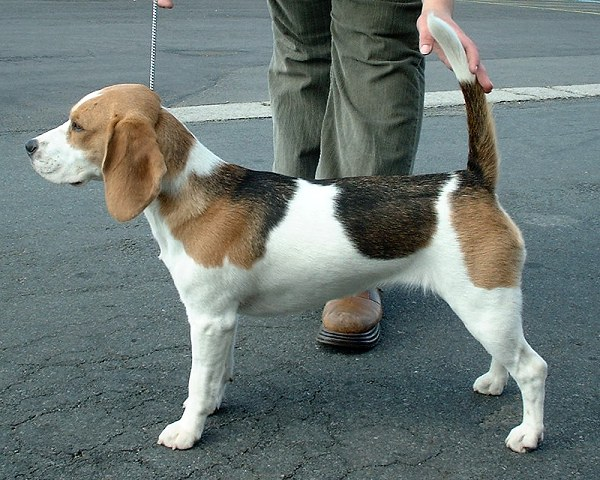
Beagle
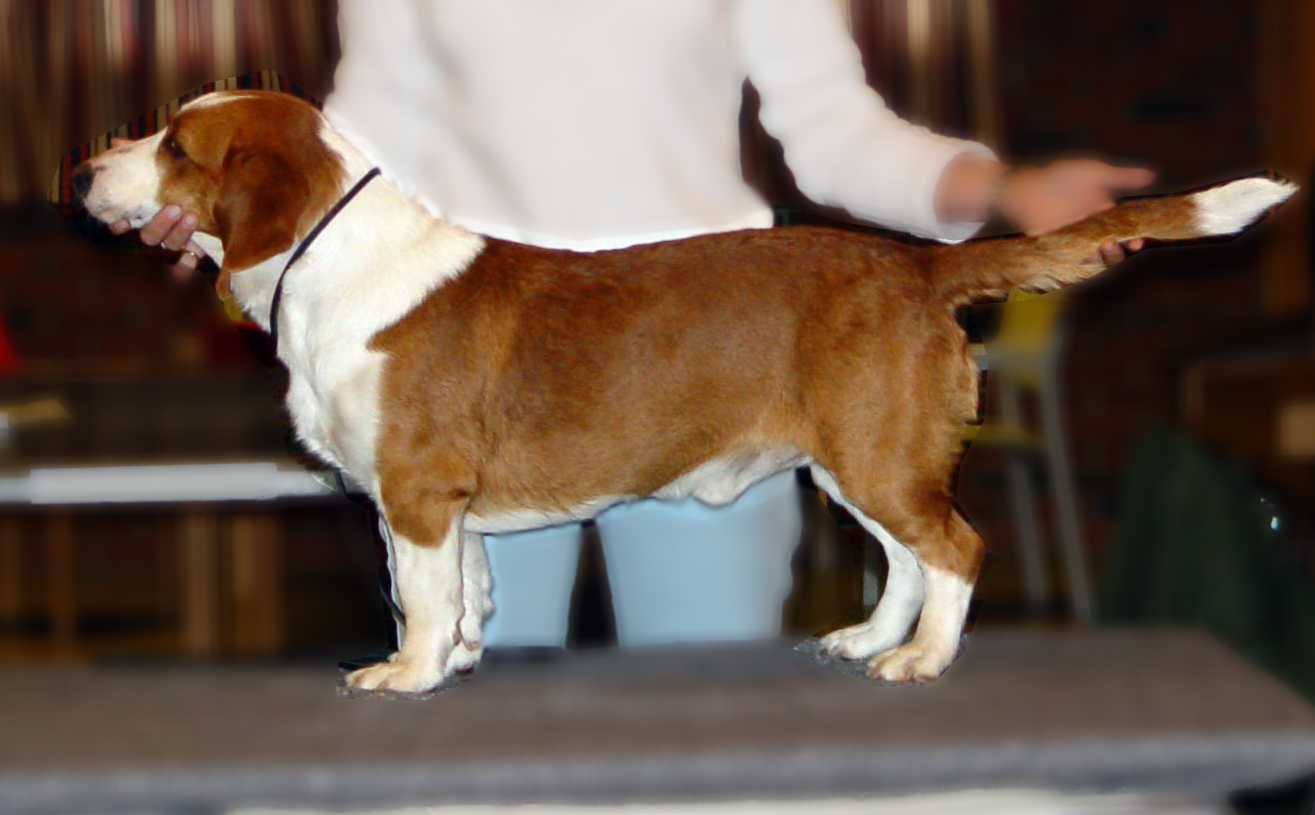
Gos teixoner suec

### Gossos de rastre

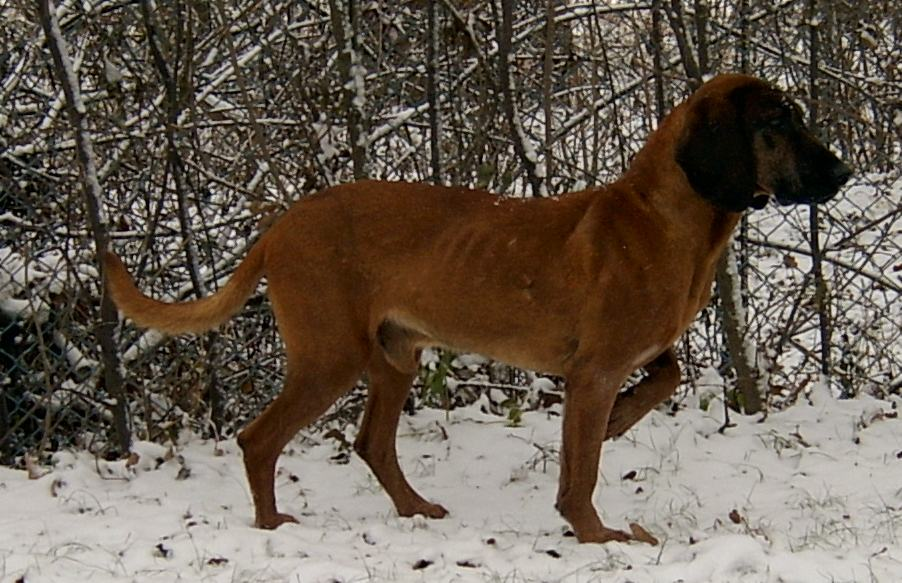
Rastrejador de les muntanyes de Baviera
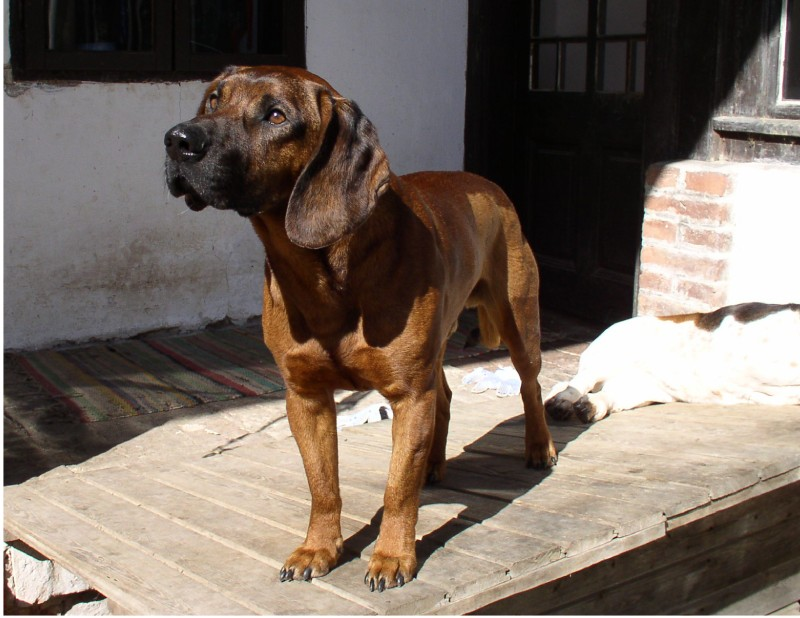
Rastrejador de Hannover
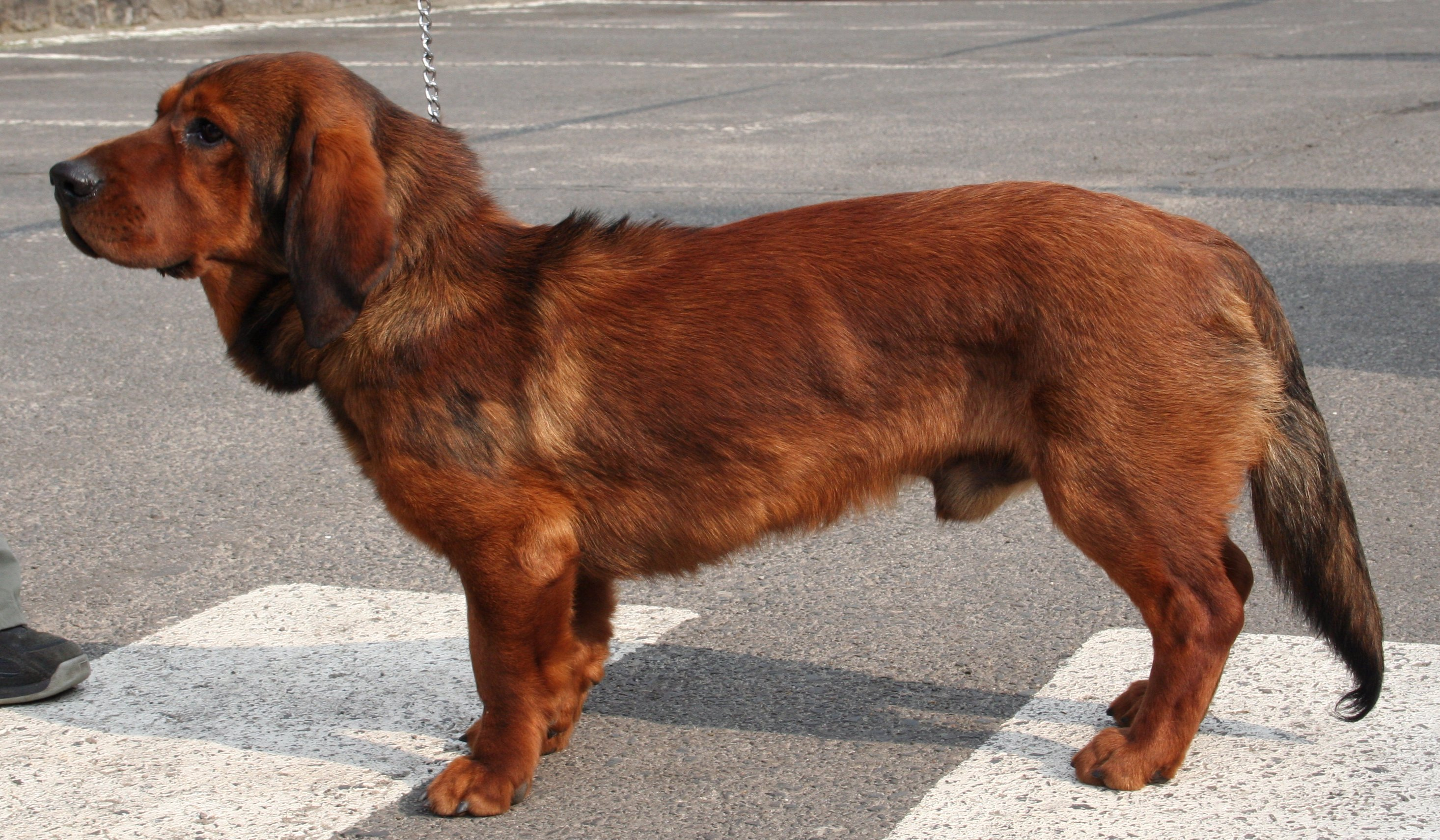
Gos teixoner alpí

### Races semblants

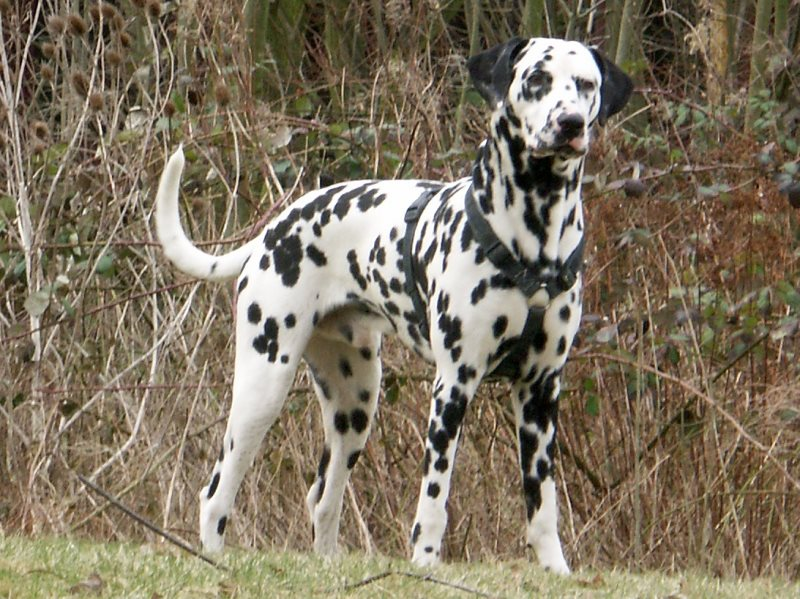
Dàlmata
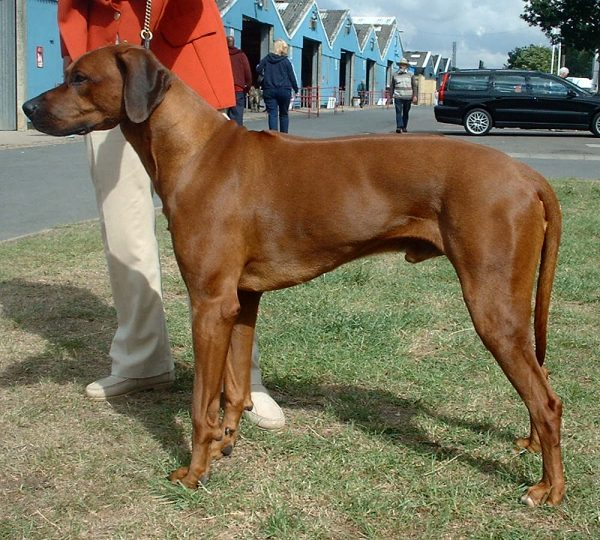
Gos crestat de Rhodèsia